# Mecenci

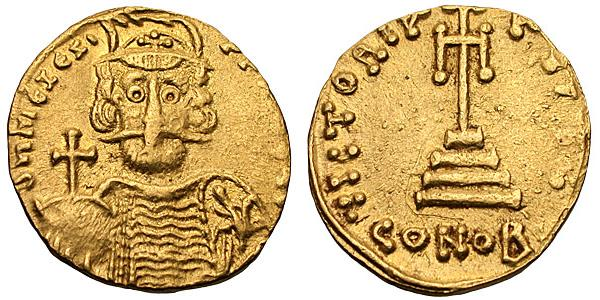
sòlid amb la imatge de Mececi, produït a Siracusa entra el 668 i el 669

Mecenci o Mecenti (en grec:Μιζίζιος Mizizos; en armeni: Մժէժ, Mžēž o Mzhezh) fou un general romà d'Orient d'origen armeni que va usurpar el tron que corresponia a Constantí IV, del juliol del 668 a la primavera del 669.

## Orígens
Segons una carta escrita pel Papa Gregori II i adreçada a l'emperador Lleó III Isàuric, Mecenci era comte del tema d'Opsícion. En una crònica siríaca és esmentat amb el títol de patrici.

## Alçament i deposició
Va estar implicat en l'assassinat de Constant II el 668 a Siracusa; els conspiradors, un nombre important entre els quals hi havia militars, polítics i religiosos de l'illa de Sicília, el van proclamar emperador romà d'Orient. Mentre això passava a Constantinoble arribava la notícia de la mort de l'emperador i el seu fill Constantí IV era coronat successor legítim.
El primer que va fer Constantí IV, va ser enviar una flota cap a Siracusa per enderrocar Mecenci i els sublevats, en el que els historiadors no es posen d'acord és si Constantí va participar en l'expedició. Segons Teòfanes el Confessor, Costantí va anar per acabar personalment amb l'usurpador, al qual va tallar el cap i va exposar després a l'hipòdrom; altres cronistes grecs posteriors a Teòfanes (Joan Zonaràs, Jordi el Monjo, etc.) afegeixen que Constantí IV va castigar severament a un patrici anomenat Justinià que s'havia compromès amb els rebels; l'emperador va ordenar la seva execució i va fer castrar el seu fill, el qual esdevindria patriarca Germà I de Constantinoble, per haver gosat lamentar-se per l'execució del seu pare. Altres fonts documentals d'aquella època, com el Liber Pontificalis no esmenten la participació directa de l'emperador en l'expedició siciliana i afirmen que Mececi va ser destronat per les mateixes tropes de l'exarcat. L'historiador Brooks ha posat en dubte la veracitat de l'anada de Constantí a Siracusa sobre la base del silenci en les fonts occidentals i pel fet que en aquell moment els àrabs eren una amenaça important a Anatòlia, cosa que fa poc probable que abandonés la capital.Els arguments de Brooks van ser considerats "no concloents" per Ostrogorski, però no tots els estudiosos estan d'acord amb ell.